# Eacles masoni
Eacles masoni este o specie de molie din familia Saturniidae. Poate fi întâlnită din Mexic, sudul Ecuadorului și până în Columbia.

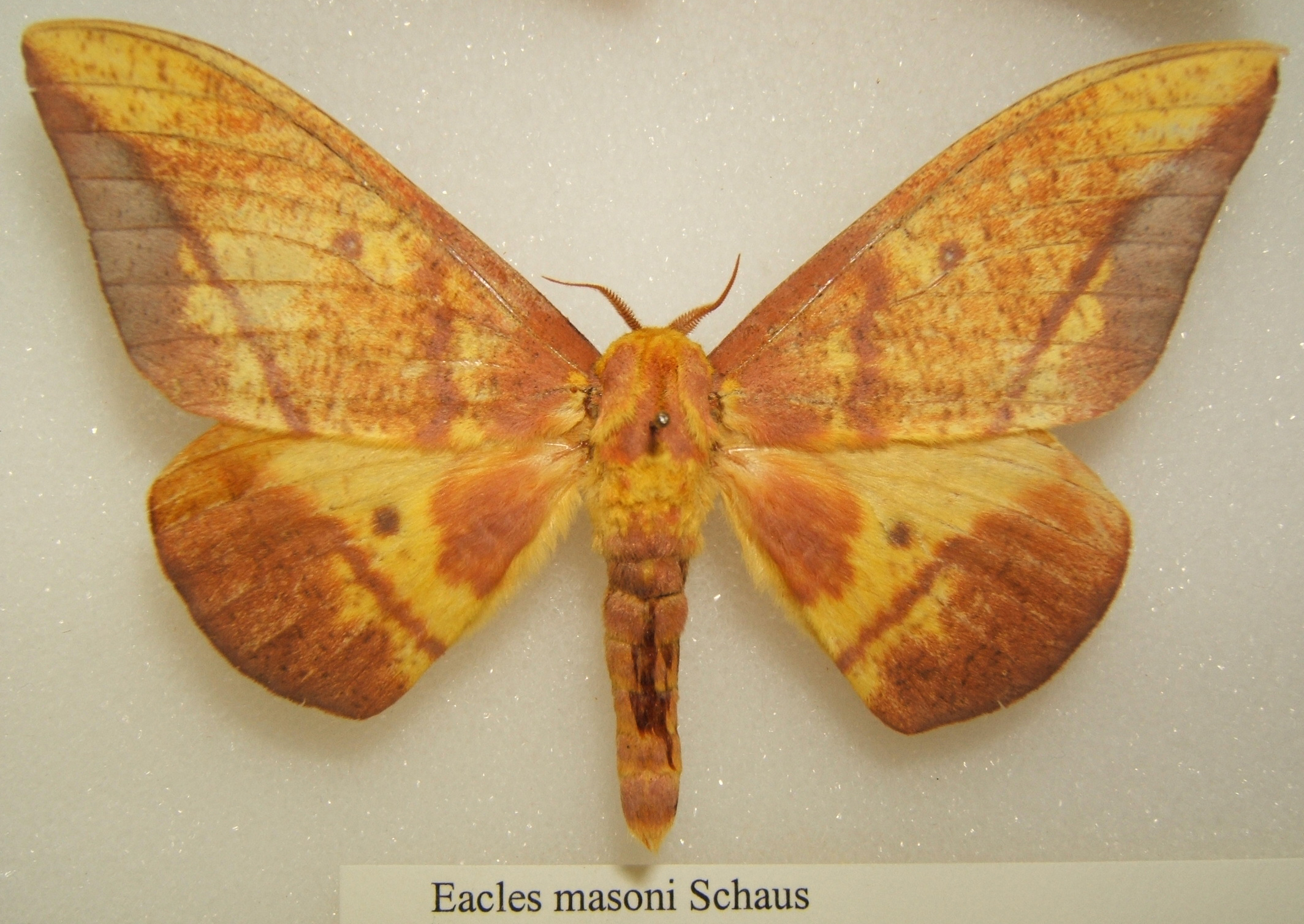
Mascul de Eacles masoni

## Subspecii
- Eacles masoni masoni
- Eacles masoni tyrannus
- Eacles masoni fulvaster